# Кубок европейских чемпионов по волейболу среди женщин 1963
3-й розыгрыш Кубка европейских чемпионов по волейболу среди женщин проходил с 27 января по 29 мая 1963 года с участием 10 клубных команд стран Европы, входящих в Международную федерацию волейбола (ФИВБ). Победителем турнира во 2-й раз стала советская команда «Динамо» (Москва).

## Команды-участницы
| Страна       | Команда                   |                           |
| ------------ | ------------------------- | ------------------------- |
| Австрия      | «Слован-Олимпия» (Вена)   | Чемпион Австрии 1962      |
| Болгария     | «Левски» (София)          | Чемпион Болгарии 1962     |
| Венгрия      | «Вашаш-Турбо» (Будапешт)  | Чемпион Венгрии 1962      |
| ГДР          | «Динамо» (Берлин)         | Чемпион ГДР 1962          |
| Польша       | АЗС-АВФ (Варшава)         | Чемпион Польши 1962       |
| Португалия   | «Порту» (Порту)           | Чемпион Португалии 1962   |
| СССР         | «Динамо» (Москва)         | Чемпион СССР 1962         |
| Турция       | «Галатасарай» (Стамбул)   | Чемпион Турции 1962       |
| Франция      | «Монпелье ЮК» (Монпелье)  | Чемпион Франции 1962      |
| ФРГ          | «Ганновер» (Ганновер)     | Чемпион ФРГ 1962          |
| Чехословакия | «Динамо» (Прага)          | Чемпион Чехословакии 1962 |
| Югославия    | «Црвена Звезда» (Белград) | Чемпион Югославии 1962    |

## Система проведения розыгрыша
В турнире принимали участие команды 10 европейских стран. На всех стадиях розыгрыша применялась система плей-офф.

## 1-й раунд
27.01—15.02.1963
 «Динамо» (Берлин) —  «Галатасарай» (Стамбул) 
14 февраля. 3:0 (15:6, 15:1, 15:8).
15 февраля. 3:0 (15:1, 15:8, 15:1). Оба матча прошли в Берлине.
 «Монпелье ЮК» —  «Порту» 
27 января. 3:0.
11 февраля. 3:0 (15:6, 15:4, 15:11).
 «Динамо» (Прага) —  «Ганновер»
27 января. 3:1.
.. февраля. ?:?
 АЗС-АВФ (Варшава) —  «Слован-Олимпия» (Вена)
Отказ «Слована-Олимпии».
От участия в 1-м раунде освобождены:
 «Левски» (София)

 «Вашаш-Турбо» (Будапешт)

 «Црвена Звезда» (Белград)

 «Динамо» (Москва)

## Четвертьфинал
3—15.03.1963
 «Динамо» (Москва) —  «Динамо» (Берлин)
11 марта. 3:0 (15:4, 15:10, 15:6).
15 марта. 3:1 (15:3, 13:15, 15:10, 15:8).
 «Динамо» (Прага) —  «Монпелье ЮК»
 ?:?
 ?:?
 «Левски» (София) —  «Вашаш-Турбо» (Будапешт)
3 марта. 3:0 (15:3, 15:4, 15:7).
15 марта. 3:1 (9:15, 15:3, 15:10, 15:3).
 «Црвена Звезда» (Белград) —  АЗС-АВФ (Варшава)
Отказ «Црвены Звезды».

## Полуфинал
7—21.04.1963
 «Динамо» (Прага) —  «Динамо» (Москва)
15 апреля. 0:3 (13:15, 12:15, 2:15).
19 апреля. 3:2 (12:15, 4:15, 15:4, 15:10, 15:11).
 «Левски» (София) —  АЗС-АВФ (Варшава)
7 апреля. 2:3 (11:15, 15:9, 9:15, 15:11, 7:15).
21 апреля. 2:3 (15:9, 7:15, 15:13, 8:15, 2:15).

## Финал
АЗС-АВФ (Варшава) —  «Динамо» (Москва)
12 мая. 1:3.
29 мая. 2:3.

## Итоги

### Призёры
| «Динамо» (Москва) |
| АЗС-АВФ (Варшава) |